# Diaspora laotienne en France
La diaspora laotienne en France, incluant les émigrés du Laos et leurs descendants vivant sur le territoire français, regroupe en 2012 environ 140 000 personnes.

## Histoire
L'immigration laotienne en France débute à l'époque du protectorat français du Laos. Des élèves laotiens, dont certains membres de la famille royale laotienne, viennent en métropole pour étudier, et certains choisissent de rester dans le pays. Les travailleurs migrants forment également une catégorie de cette diaspora dès cette époque,. La majorité des immigrants laotiens sont arrivés après la guerre du Viêt Nam et la prise du pouvoir par les communistes.
En raison de sa présence coloniale, la France est plus familière aux réfugiés laotiens que les États-Unis et le Canada, autres terres d'accueil.

## Culture et démographie
L'assimilation des Laotiens en France est plus aisée que dans d'autres pays, par exemple anglo-saxons, notamment grâce à une meilleure connaissance des aspects sociaux du pays d'accueil,.
Leur présence se remarque par l’essor de temples bouddhistes et des fêtes traditionnelles comme le Nouvel An lao et la Fête du Pha That Luang.
La majorité d'entre eux vit à Paris et en Île-de-France ou dans les régions avoisinantes. Il existe une petite communauté laotienne à Marseille et à Lille. La première génération des immigrants est toujours attachée à la culture de son pays d'origine et parle lao comme langue maternelle. Au contraire, les deuxième et troisième générations de Laotiens s'identifient plus avec la culture française.
En France, la diaspora lao s'attache à conserver ses traditions, et l'alimentation en est l'un des supports privilégiés. Les enfants nés en France introduisent de nouvelles habitudes alimentaires au sein des familles.